# Alan D. Altieri
Alan D. Altieri (eigentlich Sergio Altieri; * 25. Juni 1952 in Mailand; † 16. Juni 2017 ebd.) war ein italienischer Schriftsteller und Übersetzer.

## Leben
Altieri zog nach seinem Abschluss als Maschinenbauingenieur in die Vereinigten Staaten. Zurück in Italien, erschien 1981 sein erster Roman Città oscura. In den kommenden Jahren folgten eine Reihe von Kriminalromanen und Erzählungen. Daneben schrieb er Filmdrehbücher und übersetzte zahlreiche Werke US-amerikanischer Autoren ins Italienische, darunter Das Lied von Eis und Feuer von George R. R. Martin. Zwischen 2006 und 2011 betätigte er sich für den Verlag Mondadori auch als Herausgeber mehrerer Buchreihen.

## Auszeichnungen
- 1997: Premio Giorgio Scerbanenco für Kondor
- 2006: Premio Italia in der Kategorie Fantasy-Roman

## Werke

### Romane
- Città oscura, 1981
- Alla fine della notte, 1981
- L’occhio sotterraneo, 1983
- Corridore nella pioggia, 1986
- L’uomo esterno, 1989
- Scarecrow, lo spaventapasseri, 1991
- Città di ombre, 1990
- Ultima luce, 1995
- Kondor, 1997
- Campo di fuoco, 1998
- L’ultimo muro, 1999
- Victoria Cross, 2000
- Magdeburg – L’eretico, 2005
- Magdeburg – La furia, 2006
- Magdeburg – Il demone, 2007
- Orizzonti di acciaio, 2016
- Juggernaut, 2017
- Magellan, 2017

### Erzählungen
- Armageddon. Scorciatoie per l’Apocalisse, 2008
- Hellgate. Al confine dell’inferno, 2009
- Killzone. Autostrade della morte, 2010
- Underworlds. Echi dal lato oscuro, 2011
- Warriors. Le nuove furie, 2012

### Drehbücher
- The Year of the Quiet Sun (1984; nicht verfilmt), als Buch veröffentlicht 2007
- Blind Fear - Nackte Angst (Blind Fear) (1989)
- Obiettivo indiscreto (1992)
- Due vite, un destino (Fernsehserie, 1992)
- The Shooter – Ein Leben für den Tod (1995)
- Silent Trigger – Im Fadenkreuz des Killers (1996)
- Uno bianca (Fernsehserie, 1997)

### Übersetzungen
- Peter Blauner: Il nero dell’arcobaleno, 1998
- Raymond Chandler: Romanzi e racconti - vol. I, 2005 (nur die Erzählungen)
- Iris Chang: Lo stupro di Nanchino, 2000
- Wilbur Cross: Disastro al polo, 2001
- James Crumley: Il confine dell’inganno,
- Bob Drury: Una stagione da eroi, 2001
- Robert Ferrigno: La restituzione, 1997
- Dashiell Hammett: Romanzi e racconti, 2004 (nur die Erzählungen)
- Brian Herbert, Kevin J. Anderson - Il preludio a Dune, 2 Bände, 2002–2003
- H.P. Lovecraft: Il dominatore delle tenebre. Il meglio dei racconti, 2012
- George R. R. Martin: Cronache del ghiaccio e del fuoco, 2001–2012
- Andy McNab: Azione immediata, 2000
- Don Pendleton: L’esecutore, 2 Bände, 2001
- David L. Robbins: Operazione Cittadella, 2005
- Donovan Webster: Le terre di Caino, 1999
- Billy Dee Williams / Rob MacGregor: Psicoguerra, 2000